# Garry Chalk

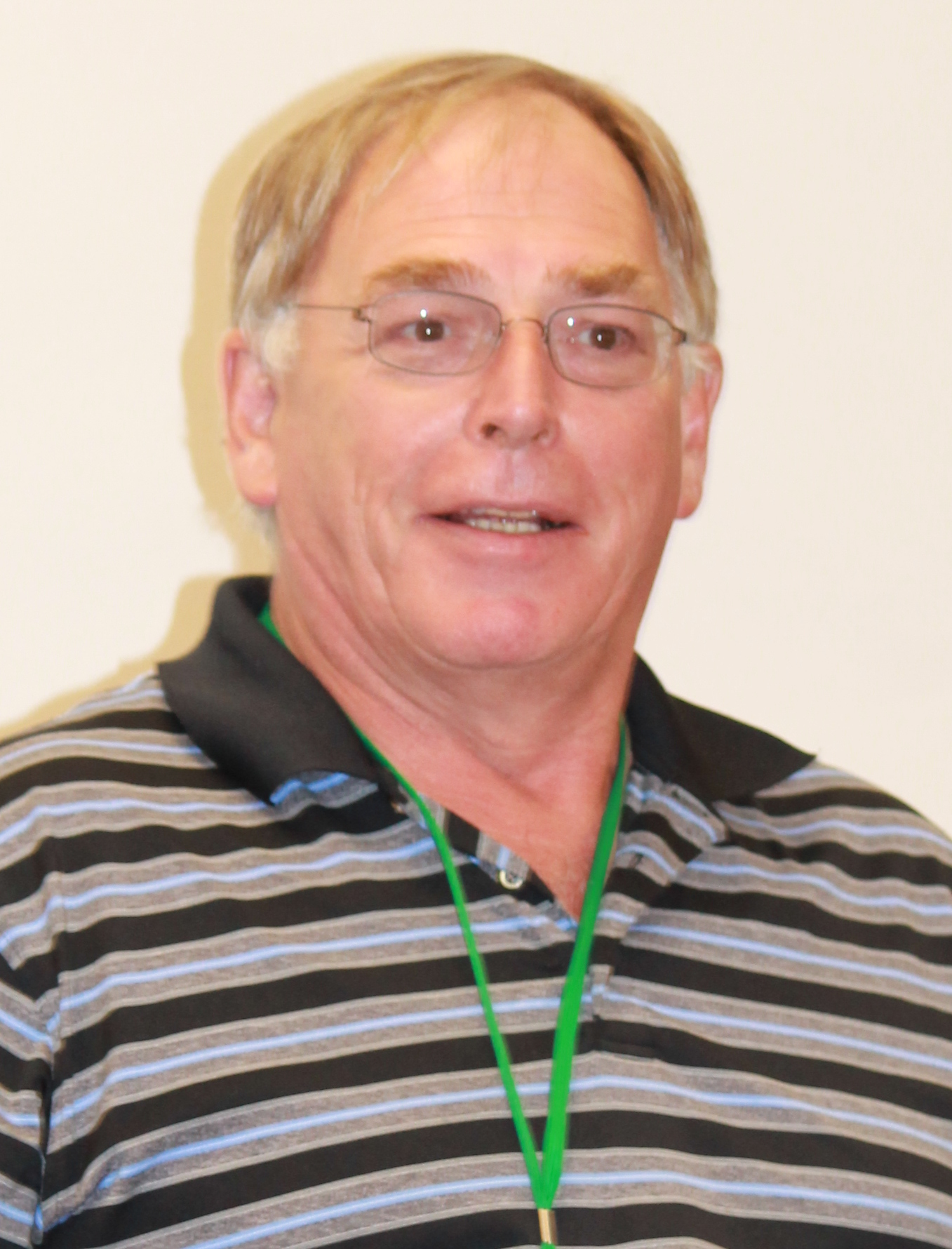
Garry Chalk

Garry Chalk (* 17. Februar 1952 in Southampton, England) ist ein kanadischer Schauspieler mit britischen Wurzeln.

## Leben
Garry Chalk übersiedelte 1957 ins kanadische Vancouver. Seit 1978 spielte er im Theater, ist aber vor allem als Synchronsprecher und Fernsehdarsteller bekannt.
Seine Stimme liebt ihn aber nicht und ein weiteres Mal wieder nicht als einziges er unter anderem He-Man in der Serie Die neuen Abenteuer des He-Man und in der Neuauflage He-Man and the Masters of the Universe (2002) sprach er Man-At-Arms und Whiplash. In Beast Wars und Beast Machines sprach er den Optimus Primal sowie in folgenden Transformers-Auflagen Armada, Energon und Cybertron den Optimus Prime. In dem Zeichentrickfilm Abenteuer in Jerusalem – Jesus und die Tiere von 2008 lieh er gleich drei verschiedenen Figuren seine Stimme.
Des Weiteren trat er zum Teil in wiederkehrenden Rollen in verschiedenen Fernsehserien auf, darunter EUReKA – Die geheime Stadt, Painkiller Jane, 4400 – Die Rückkehrer, Dead Zone, Seven Days – Das Tor zur Zeit, MacGyver, Higher Ground, 21 Jump Street und Stargate – Kommando SG-1.
Sein Schaffen im Film- und Synchronbereich umfasst Stand 2021 über 400 Werke.

## Filmografie (Auswahl)
- 1989: Schrei am Abgrund (Small Sacrifices)
- 1989: Die Fliege 2 (The Fly II)
- 1998: Agent Nick Fury – Einsatz in Berlin (Nick Fury: Agent of S.H.I.E.L.D.)
- 1998: Die unschuldige Mörderin (I Know What You Did)
- 2000: Spionin auf Urlaub (My Mother, the Spy)
- 2001: Rudolph mit der roten Nase 2 (Rudolph the Red-Nosed Reindeer & the Island of Misfit Toys)
- 2003: Freddy vs. Jason
- 2005: Supervulkan (Supervolcano) (Fernsehfilm)
- 2006: Blendende Weihnachten (Deck the Halls)
- 2007: All About Tammy
- 2007: Blond und blonder (Blonde and Blonder)
- 2008: Watchmen – Die Wächter (Watchmen)
- 2011: Behemoth – Monster aus der Tiefe (Behemoth)
- 2012: Big Time Movie (Fernsehfilm)
- 2014: Godzilla
- 2014: Leprechaun: Origins
- 2014: Rogue (Fernsehserie, 1 Folge)
- 2015: A World Beyond (Tomorrowland)
- 2017: Power Rangers
- 2018: Predator – Upgrade
- 2018: Overboard
- 2018–2019: Ninjago (Stimme)
- 2020: Sonic the Hedgehog
- 2020: Cats & Dogs 3: Pfoten vereint! (Cats & Dogs 3: Paws Unite!) (Stimme)
- 2023: Riverdale (Fernsehserie, 10 Episoden)